# Microscapha akitai
Microscapha akitai is een keversoort uit de familie zwamspartelkevers (Melandryidae). De wetenschappelijke naam van de soort werd in 2004 gepubliceerd door Ishikawa & Sakai.